# Младићи и девојке 2
„Младици и девојке 2” је југословенска телевизијска серија снимљена 1969. године у продукцији Телевизије Београд.

## Епизоде
| Сезона | Епизода | Назив                | Датум          |
| ------ | ------- | -------------------- | -------------- |
| 1      | 1       | Акваријум            | 6. маја 1969.  |
| 1      | 2       | Аутостопер           | 27. маја 1969. |
| 1      | 3       | Бела као снег и гипс | 10. јуна 1969. |
| 1      | 4       | Лећи на руду         | 27. јуна 1969. |
| 1      | 5       | Суфле                | 15. јула 1969. |
| 1      | 6       | Трагедија на сплаву  | 5. јула 1969.  |
| 1      | 7       | Туберкулоза          | 31. јула 1969. |

## Улоге
| Глумац             | Улога                   |
| ------------------ | ----------------------- |
| Бранко Цвејић      | (непознат број епизода) |
| Ђурђија Цветић     | (непознат број епизода) |
| Милан Лане Гутовић | (непознат број епизода) |
| Богдан Јакуш       | (непознат број епизода) |
| Весна Латингер     | (непознат број епизода) |
| Љиљана Седлар      | (непознат број епизода) |
| Јосиф Татић        | (непознат број епизода) |

Комплетна ТВ екипа ▼
| Редитељ              | Небојша Комадина        | (непознат број епизода)     |
| Сценариста           | Драгана Јовановић       | (wритер) (ункноwн еписодес) |
| Композитор           | Зоран Христић           | (непознат број епизода)     |
| Директор фотографије | Братислав Грбић         | (непознат број епизода)     |
| Директор фотографије | Војислав Лукић          | (непознат број епизода)     |
| Директор фотографије | Александар Радосављевић | (непознат број епизода)     |
| Сценограф            | Живорад Кукић           | (непознат број епизода)     |
| Сценограф            | Никола Теодоровић       | (непознат број епизода)     |
| Костимограф          | Јелисавета Гобецки      | (непознат број епизода)     |
| Костимограф          | Зорица Ружић            | (непознат број епизода)     |